# (1283) Комсомолия
(1283) Комсомолия (лат. Komsomolia) — небольшой астероид главного пояса, который был открыт 25 сентября 1925 года советским астрономом Владимиром Альбицким в Симеизской обсерватории и в ноябре 1952 года назван в честь XI съезда ВЛКСМ.
Период обращения этого астероида вокруг Солнца составляет 5,686 земного года.

## Обнаружение и именование
(1283) Комсомолия
Открыт 25 сентября 1925 года в Симеизе В. А. Альбицким.
Название коммунистической молодёжной организации СССР.
Оригинальный текст (англ.)1283 Komsomolia
Discovered 1925-09-25 by Albitzkij, V. at Simeis.
The name of the communistic youth organization of USSR.
Источники: DISCOVERY.DB; M.P.C. 838.

## Орбита

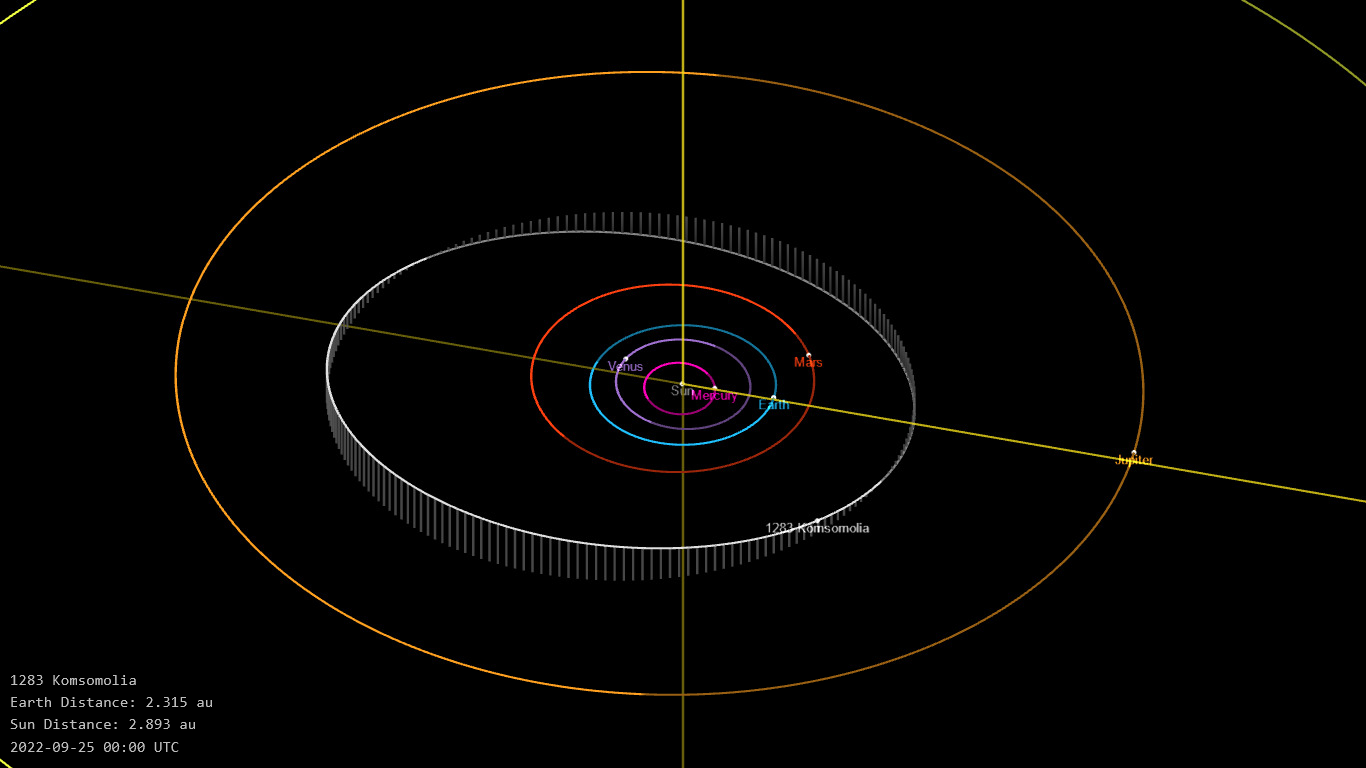
Орбита астероида Комсомолия и его положение в Солнечной системе

## Физические характеристики
Из наблюдений космического телескопа NEOWISE следует, что астероид относится к таксономическому классу M.
По результатам наблюдений в инфракрасном диапазоне орбитальной обсерватории IRAS и спутника Akari, а также наблюдений в видимом и ближнем инфракрасном диапазоне космического телескопа NEOWISE диаметр астероида сначала оценивался равным 26,87±1,1 км, позже — 29,205±0,338 км, 33,12±0,57 км, 36,09±7,15 км и 29,569±0,373 км. Согласно тем же источникам альбедо оценивается как
0,1856±0,017, 0,1577±0,0113, 0,123±0,005, 0,071±0,334 и 0,153±0,037.